# Lucie Laroche
Lucie Laroche (Québec, 23 ottobre 1968) è un'ex sciatrice alpina canadese.

## Biografia
La Laroche, specialista delle prove veloci, debuttò in campo internazionale in occasione dei XV Giochi olimpici invernali di Calgary 1988, sua unica presenza olimpica, dove si classificò 19ª nel supergigante; in Coppa del Mondo ottenne il primo piazzamento il 5 marzo dello stesso anno ad Aspen in discesa libera (15ª) e l'anno dopo ai Mondiali di Vail 1989, sua prima presenza iridata, fu 13ª nel supergigante.
Il 16 dicembre 1990 conquistò a Meiringen in supergigante il primo podio in Coppa del Mondo (3ª) e ai successivi Mondiali di Saalbach-Hinterglemm 1991, sua ultima presenza iridata, si classificò 15ª sia nella discesa libera sia nella combinata; in Coppa del Mondo conquistò il secondo e ultimo podio il 15 marzo 1991 a Vail in discesa libera (2ª) e ottenne l'ultimo piazzamento il giorno successivo nelle medesime località e specialità (8ª). Si ritirò al termine della stagione 1995-1996 e la sua ultima gara fu uno slalom speciale FIS disputato il 14 aprile a Panorama.

## Palmarès

### Coppa del Mondo
- Miglior piazzamento il classifica generale: 18ª nel 1991
- 2 podi:
  - 1 secondo posto
  - 1 terzo posto

### Campionati canadesi
- 2 medaglie (dati parziali)[1]:
  - 2 ori (discesa libera nel 1989; discesa libera nel 1990)